# Республика Корея на летних Олимпийских играх 1988
Республика Корея на летних Олимпийских играх 1988 была представлена 401 спортсменами (269 мужчин и 132 женщины).

## Медалисты
| Медаль  | Спортсмен                       | Вид спорта            | Дисциплина                                       |
| ------- | ------------------------------- | --------------------- | ------------------------------------------------ |
| Золото  | Ким Су Нён                      | Стрельба из лука      | Женщины, личное первенство                       |
| Золото  | Ким Су Нён Ван Хи Гён Юн Ён Сук | Стрельба из лука      | Женщины, командное первенство                    |
| Золото  | Пак Сон Су Чон Ин Су Ли Хан Соп | Стрельба из лука      | Мужчины, командное первенство                    |
| Золото  | Ким Гван Сон                    | Бокс                  | Мужчины, до 51 кг                                |
| Золото  | Пак Си Хун                      | Бокс                  | Мужчины, до 71 кг                                |
| Золото  | Команда                         | Гандбол               | Женщины                                          |
| Золото  | Ким Джэ Ёп                      | Дзюдо                 | Мужчины, до 60 кг                                |
| Золото  | Ли Гён Гын                      | Дзюдо                 | Мужчины, до 65 кг                                |
| Золото  | Ю Нам Гю                        | Настольный теннис     | Мужчины, одиночный разряд                        |
| Золото  | Хён Джон Хва Ян Ён Джа          | Настольный теннис     | Женщины, парный разряд                           |
| Золото  | Ким Ён Нам                      | Греко-римская борьба  | Мужчины, до 74 кг                                |
| Золото  | Хан Мён У                       | Вольная борьба        | Мужчины, до 82 кг                                |
| Серебро | Пак Сон Су                      | Стрельба из лука      | Мужчины, личное первенство                       |
| Серебро | Ван Хи Гён                      | Стрельба из лука      | Женщины, личное первенство                       |
| Серебро | Команда                         | Хоккей на траве       | Женщины                                          |
| Серебро | Пэк Хён Ман                     | Бокс                  | Мужчины, до 91 кг                                |
| Серебро | Команда                         | Гандбол               | Мужчины                                          |
| Серебро | Чха Ён Чхоль                    | Стрельба              | Мужчины, малокалиберная винтовка лёжа, 50 метров |
| Серебро | Чон Бён Гван                    | Тяжёлая атлетика      | Мужчины, до 52 кг                                |
| Серебро | Ким Ги Тхэк                     | Настольный теннис     | Мужчины, одиночный разряд                        |
| Серебро | Ким Сон Мун                     | Греко-римская борьба  | Мужчины, до 68 кг                                |
| Серебро | Пак Джан Сун                    | Вольная борьба        | Мужчины, до 68 кг                                |
| Бронза  | Юн Ён Сук                       | Стрельба из лука      | Женщины, личное первенство                       |
| Бронза  | Ли Джэ Хёк                      | Бокс                  | Мужчины, до 57 кг                                |
| Бронза  | Пак Джон Хун                    | Спортивная гимнастика | Мужчины, опорный прыжок                          |
| Бронза  | Чо Ён Чхоль                     | Дзюдо                 | Мужчины, свыше 95 кг                             |
| Бронза  | Ю Нам Гю Ан Джэ Хён             | Настольный теннис     | Мужчины, парный разряд                           |
| Бронза  | Ли Хён Гун                      | Тяжёлая атлетика      | Мужчины, до 82,5 кг                              |
| Бронза  | Ли Джэ Сок                      | Греко-римская борьба  | Мужчины, до 52 кг                                |
| Бронза  | Ан Дэ Хён                       | Греко-римская борьба  | Мужчины, до 62 кг                                |
| Бронза  | Ким Сан Гю                      | Греко-римская борьба  | Мужчины, до 82 кг                                |
| Бронза  | Но Гён Сон                      | Вольная борьба        | Мужчины, до 57 кг                                |
| Бронза  | Ким Тхэу                        | Вольная борьба        | Мужчины, до 90 кг                                |

## Результаты соревнований

### Академическая гребля
В следующий раунд из каждого заезда проходили несколько лучших экипажей (в зависимости от дисциплины). В финал A выходили 6 сильнейших экипажей, ещё 6 экипажей, выбывших в полуфинале, распределяли места в малом финале B.
Мужчины
| Соревнование | Спортсмены  | Предварительный заезд | Предварительный заезд | Предварительный заезд | Отборочный заезд | Отборочный заезд | Отборочный заезд | Полуфинал            | Полуфинал            | Полуфинал            | Финал                | Финал                | Итоговое место       |                      |
| Соревнование | Спортсмены  | Заезд                 | Время                 | Место                 | Заезд            | Время            | Место            | Заезд                | Время                | Место                | Время                | Место                | Итоговое место       |                      |
| ------------ | ----------- | --------------------- | --------------------- | --------------------- | ---------------- | ---------------- | ---------------- | -------------------- | -------------------- | -------------------- | -------------------- | -------------------- | -------------------- | -------------------- |
| одиночки     | Лим Кюн Сук | 4                     | 7:39,94               | 4                     | 3                | 7:46,40          | 4                | завершил выступление | завершил выступление | завершил выступление | завершил выступление | завершил выступление | завершил выступление | завершил выступление |